# Кастањаро (Верона)
Кастањаро (итал. Castagnaro) је насеље у Италији у округу Верона, региону Венето.
Према процени из 2011. у насељу је живело 2764 становника. Насеље се налази на надморској висини од 11 м.

## Становништво
| 1931. | 1936. | 1951. | 1961. | 1971. | 1981. | 1991. | 2001. | 2011. |
| ----- | ----- | ----- | ----- | ----- | ----- | ----- | ----- | ----- |
| 6.330 | 6.449 | 6.733 | 5.088 | 4.618 | 4.578 | 4.319 | 4.151 | 3.930 |